# Ужасът в Амитивил (филм, 1979)
„Ужасът в Амитивил“ (на английски: The Amityville Horror) е американски свръхестествен филм на ужасите от 1979 г. Базиран е на бестселъра “Ужасът в Амитивил“.

## Сюжет
Внимание:  Текстът по-долу разкрива сюжета на произведението (или части от него)!
На 14 ноември 1974 г. е получено обаждане от къщата на семейство Дефео, където полицията се натъква на масово убийство. Година по-късно в къщата се нанасят семейство Лутц, които си мислят, че това е техният дом мечта. Те остават само 28 дни в къщата.

## Актьорски състав
- Джеймс Бролин – Джордж Лъц
- Маргот Кидър – Кати Лъц
- Род Стайгър – отец Делейни
- Дон Страуд – отец Болън